# Krylja Sowietow Moskwa (hokej na lodzie)
Krylja Sowietow Moskwa (ros. Крылья Советов Москва) – rosyjski klub hokeja na lodzie z siedzibą w Moskwie.

## Historia
- Krylja Sowietow Moskwa (do 1953)
- Zienit Moskwa (do 1954)
- Krylja Sowietow Moskwa (do 1999)
- Krylja Sowietow-WILS Moskwa (do 2000)

Nazwa klubu oznacza w języku polskim Skrzydła Sowietów.
Do 2010 drużyna grała w wyższej lidze. Następnie wystąpiła w edycji 2010/2011 nowo utworzonej Wyższej Hokejowej Ligi (WHL). jednocześnie w 2009 zespół juniorski klubu przystąpił do utworzonych w tym roku rozgrywek Młodzieżowej Hokejowej Ligi (MHL). Na czas edycji MHL (2010/2011) drużyna została przeniesiona do Dmitrowa. Po tym sezonie Krylja ubyła z rozgrywek MHL i WHL. Od edycji MHL (2016/2017) Krylja Sowietow ponownie występuje w MHL.
Zespół został drużyną farmerską klubu Spartak Moskwa występującego w KHL.
W kwietniu 2016 prezydentem klubu został jego wychowanek Aleksiej Morozow

## Sukcesy
Rozgrywki seniorskie
- Złoty medal mistrzostw ZSRR: 1957, 1974
- Srebrny medal mistrzostw ZSRR: 1955, 1956, 1958, 1975
- Brązowy medal mistrzostw ZSRR: 1950, 1951, 1954, 1959, 1960, 1973, 1978, 1989, 1991
- Puchar ZSRR: 1951, 1974
- Finał Pucharu ZSRR: 1952, 1954
- Puchar Ligi: 1989
- Puchar Europy: 1975
- Puchar Spenglera: 1979

Rozgrywki juniorskie
- Pierwsze miejsce w Konferencji Zachód w sezonie zasadniczym MHL: 2010

## Szkoleniowcy
W maju 2021 głównym trenerem został ogłoszony Aleksandr Stiepanow (asystentem został Jurij Nawarenko).